# USS Bennington (CV-20)
USS Bennington (CV-20) bio je američki nosač zrakoplova u sastavu Američke ratne mornarice i jedan od nosača klase Essex. Bio je drugi brod u službi Američke ratne mornarice koji nosi ime Bennington. Služio je od 1944. do 1970. godine. Sudjelovao je u borbama u Drugom svjetskom ratu, Vijetnamskom ratu i svemirskom programu Apollo 4. Bennington je odlikovan s 3 borbene zvijezde (eng. battle stars – odlikovanje za sudjelovanje u bitkama) za sudjelovanje u bitkama u Drugom svjetskom ratu i s pet borbenih zvijezda za sudjelovanje u Vijetnamskom ratu.
Povučen je iz službe 1970. godine, a 1994. je prodan kao staro željezo.

### Zajednički poslužitelj
|  | Zajednički poslužitelj ima stranicu o temi USS Bennington (CV-20)    |
|  | Zajednički poslužitelj ima još gradiva o temi USS Bennington (CV-20) |